# Лавский, Иван Иванович
Лавский Иван Иванович (23 августа 1919, Екатеринослав — 10 октября 1977, Ленинград) — советский живописец, график, член Ленинградской организации Союза художников РСФСР.

## Биография
Родился 23 августа 1919 года в Екатеринославе, Украинская Советская Республика.
В 1935 году по окончании восьми классов поступил в Днепропетровское Художественное училище, занимался живописью у Михаила Панина. В 1939 окончил училище и был призван в Красную Армию. Службу проходил в Сибирском военном округе в городе Барнауле. Участник Великой Отечественной войны. На фронте — с июля 1941 года, пулемётчик, командир отделения. Награждён орденом «Красной Звезды», медалями «За отвагу», «За победу над Германией» и другими. В 1943 был откомандирован с фронта на учёбу в Ленинградское военно-инженерное училище имени А. А. Жданова. По окончании был зачислен на сверхсрочную службу в понтонно-мостовой полк. В 1950 был направлен на учёбу в Высший военно-педагогический институт имени М. И. Калинина в Ленинграде. В октябре 1956 был уволен с военной службы в запас.
Находясь в Ленинграде, с 1947 года участвовал в выставках, экспонируя свои работы вместе с произведениями ведущих мастеров изобразительного искусства. Писал городские и ландшафтные пейзажи, жанровые и тематические композиции, этюды с натуры. В 1946-1949 годах занимался в студии Ленинградского Дома офицеров у М. И. Авилова и А. Р. Эберлинга. В 1956 был принят в члены Ленинградского Союза художников. С 1957 работал по договорам с Ленинградской организацией Художественного фонда РСФСР. Совершил творческие поездки в Старую Ладогу, Горячий Ключ, Гурзуф, Мончегорск, в Среднюю Азию.
Наиболее ярко живописный талант Ивана Лавского раскрылся в жанре натурного этюда малых форм. В этих "нашлёпках" с натуры, сделанных артистично, широко и непринужденно, неизменно удивляют лёгкость и мастерство, с которыми художник решает сложнейшие задачи живописи — передачу настроения пейзажа и главных отношений, определяющих его колорит. Письмо Лавского отличает композиционное и колористическое мастерство, свободное оперирование большими пятнами цвета, что привносит в его живопись декоративный эффект.
Среди произведений, созданных Лавским, картины «Шувалово. Осенний день» (1953), «Тёплый день. Парголово» (1954), «Проясняется. Шувалово» (1955), «На набережной Макарова» (1956), «Ленинград. Фонтанка», «У рыбаков» (обе 1957), «День отдыха», «Шувалово» (обе 1958), «Чёрная речка» (1959), «На Неве», «Площадь Островского. Ленинград» (обе 1960), «Комаровский мост», «Ленинград. Большая Охта» (обе 1961), «Пляж в Гудауте», «Ветреный день» (обе 1962), «Рыбаки», «Имандра», «За Хибинами» (все 1964), «Перевал» (1967), «Ленинград. Дождик» (1968), «Берлин. 1945 год. Майский день» (1969), «Пейзаж с рекой» (1970), «Волхов у Старой Ладоги», «Лето в Киришах» (обе 1972), «Сельцо Горки», «Подснежники» (обе 1973), «Белая Ночь» (1977) и другие.
Скончался 10 октября 1977 года в Ленинграде на 59-м году жизни. 
Произведения И. И. Лавского находятся в музеях и частных собраниях в России, Японии, Италии, Великобритании, Франции и других странах.

## Выставки
- 1954 год (Ленинград): Весенняя выставка произведений ленинградских художников.
- 1955 год (Ленинград): "Весенняя выставка произведений ленинградских художников".
- 1956 год (Ленинград): Осенняя выставка произведений ленинградских художников.
- 1957 год (Ленинград): 1917 - 1957. Выставка произведений ленинградских художников.
- 1958 год (Ленинград): Осенняя выставка произведений ленинградских художников.
- 1960 год (Ленинград): Выставка произведений ленинградских художников 1960 года.
- 1960 год (Ленинград): Выставка произведений ленинградских художников.
- 1960 год (Москва): Советская Россия. Республиканская художественная выставка.
- 1961 год (Ленинград): «Выставка произведений ленинградских художников» открылась в залах Государственного Русского музея .
- 1962 год (Ленинград): "Осенняя выставка произведений ленинградских художников".
- 1964 год (Ленинград): Ленинград. Зональная выставка.
- 1965 год (Ленинград): Весенняя выставка произведений ленинградских художников.
- 1968 год (Ленинград): Осенняя выставка произведений ленинградских художников.
- 1969 год (Ленинград): Весенняя выставка произведений ленинградских художников.
- 1970 год (Ленинград): Выставка произведений ленинградских художников, посвящённая 25-летию победы над фашистской Германией.
- 1972 год (Ленинград): По Родной стране. Выставка произведений ленинградских художников.
- 1973 год (Ленинград): Осенняя выставка произведений ленинградских художников.
- 1974 год (Ленинград): Весенняя выставка произведений ленинградских художников.
- 1977 год (Ленинград): Выставка произведений ленинградских художников, посвящённая 60-летию Великого Октября.
- 1994 год (Петербург): Этюд в творчестве ленинградских художников 1940-1980 годов.
- 1995 года (Петербург): Лирика в произведениях художников военного поколения. Живопись. Графика.
- 1996 год (Петербург): Живопись 1940-1990 годов. Ленинградская школа.